# Lilla Gåsevattnet
Lilla Gåsevattnet är en sjö i Melleruds kommun i Dalsland och ingår i Göta älvs huvudavrinningsområde.